# Terry Maxwell Seward
Terry Maxwell Seward (* 7. Dezember 1940 in Toronto; † 24. Dezember 2022) war ein kanadischer Geochemiker und Professor an der ETH Zürich.

## Leben
Terry M. Seward studierte Geologie und Chemie an der McMaster University in Hamilton, Kanada. 1965 schloss er mit dem Bachelor of Science ab und führte das Studium an der Manchester University weiter, wo er 1969 promovierte. Von 1970 bis 1976 forschte er an der Chemistry Division am Department of Scientific and Industrial Research (Neuseeland) (DSIR). Von 1976 bis 1978 war er Stipendiat der Alexander-von-Humboldt-Stiftung am Institut für Physikalische Chemie der Universität Karlsruhe.
Von 1980 bis 1990 leitete am DSIR eine Forschungsgruppe, die sich mit Studien der physikalisch-anorganischen Chemie und Geochemie von wässrigen Lösungen bei hohen Temperaturen und Drücken befasste. Das Ziel seiner Arbeit war, die „Reservoir Chemistry“ hydrothermaler Systeme wie auch die hydrothermale Korrosion und Probleme im Zusammenhang mit Mineralausfällungen in geothermischen Energiesystemen besser zu verstehen. 1981 verbrachte er ein Sabbatical am Departement für Erdwissenschaften an der Pennsylvania State University, USA.
Von 1988 bis 1989 war er Gastprofessor im Institut für Mineralogie und Petrographie an der ETH Zürich und auf den 1. August 1990 wurde er vom Bundesrat zum ordentlichen Professor für Geochemie an der ETH Zürich gewählt. Hier war er neben seiner Tätigkeit in Lehre und Forschung von 1995 bis 1997 Vorsteher des Departements Erdwissenschaften und stand mehrere Jahre dem Institut für Mineralogie und Petrographie vor. Seine Emeritierung erfolgte im März 2006.

## Forschung
Sewards Hauptforschungsrichtung war die Chemie von wässrigen und hydrothermalen Systemen in der Erdkruste über weite Temperatur- und Druckbereiche. Sein spezielles Interesse lag dabei auf dem Gebiet der Metallkomplex-Gleichgewichte in hydrothermalen Lösungen. Seward ergänzte gerne experimentelle Arbeit mit Feldstudien, wodurch er tiefe Einblicke in den abiotischen Ursprung organischer Verbindungen in vulkanischen Gasen erhielt. Dafür entnahm er Proben in vielen Teilen der Welt - auch an gefährlichen Orten wie z. B. natürlichen geothermischen Systemen und vulkanischen Fumarolen.

## Auszeichnungen
- 1982 Sewardit: ein nach ihm benanntes Mineral: Calcium-Eisen-Arsenat aus Namibia[3]
- 2005 Bunsen-Medaille[4]